# Amegilla expleta
Amegilla expleta là một loài Hymenoptera trong họ Apidae. Loài này được Vachal mô tả khoa học năm 1910.